# Nesria Jelassi
Nesria Jelassi (arabe : نسرية الجلاصي), née le 19 août 1989 à Sfax, est une judokate tunisienne. 

## Parcours
Elle commence sa carrière très jeune au sein du Stade sportif sfaxien dont elle porte toujours les couleurs. À l'âge de quinze ans, elle remporte deux titres chez les cadettes (moins de 75 kilos et toutes catégories), ce qui lui permet d’évoluer rapidement et de concurrencer les plus âgées qu’elle. Mais, chez les seniors, son poids est dominé par Hager Barhoumi. Alors, pour se réserver une place en équipe nationale de judo, elle choisit de combattre dans le poids supérieur (moins de 63 kilos) et ce jusqu’en 2009, lorsqu'elle revient à sa catégorie d’origine, où elle est la meilleure en Tunisie et en Afrique.

## Résultats

### Championnats d’Afrique
- : moins de 63 kilos aux championnats d'Afrique de judo 2006
- : moins de 63 kilos aux championnats d'Afrique de judo 2007
- : moins de 63 kilos aux championnats d'Afrique de judo 2008
- : moins de 63 kilos aux championnats d’Afrique juniors de judo 2008
- : moins de 57 kilos aux championnats d'Afrique de judo 2010
- : moins de 57 kilos aux championnats d'Afrique de judo 2011
- : moins de 57 kilos aux championnats d'Afrique de judo 2013
- : moins de 57 kilos aux championnats d'Afrique de judo 2014
- : moins de 57 kilos aux championnats d'Afrique de judo 2015
- : moins de 57 kilos aux championnats d'Afrique de judo 2016
- : moins de 57 kilos aux championnats d'Afrique de judo 2018

### Jeux africains
- : moins de 63 kilos aux Jeux africains de 2007
- : moins de 57 kilos aux Jeux africains de 2011

### Jeux olympiques
- Vainqueur aux huitièmes de finale et battue en quarts de finale (moins de 57 kilos) aux Jeux olympiques d’été de 2008

### Jeux panarabes
- : moins de 63 kilos aux Jeux panarabes de 2007
- : moins de 57 kilos aux Jeux panarabes de 2011

### Championnats maghrébins
- : moins de 63 kilos cadettes en 2005
- : moins de 63 kilos cadettes en 2006

### Titres au niveau national
- Championnat de Tunisie cadettes (moins de 57 kilos et toutes catégories ; classe léger) en 2004
- Coupe de Tunisie par équipes cadettes en 2005
- Coupe de Tunisie par équipes juniors en 2008
- Championnat de Tunisie (moins de 63 kilos) en 2008 et 2009
- Championnat de Tunisie (moins de 57 kilos) en 2011, 2012 et 2014
- Championnat de Tunisie (toutes catégories) en 2010